# São Pedro do Turvo
São Pedro do Turvo là một đô thị ở bang São Paulo của Brasil. Đô thị này nằm ở vĩ độ 22º44'49" độ vĩ nam và kinh độ 49º44'23" độ vĩ tây, trên khu vực có độ cao 457 m. Dân số năm 2004 ước tính là 6 978 người. Đô thị này có diện tích 778,15 km².

## Sông ngòi
- Rio Turvo
- Rio São João
- Rio Santo Inácio
- Rio Alambari
- Ribeirão São Pedro

## Các xa lộ
BR-153 (Transbrasiliana)
Vicinal Antonio Guimaraes